# Dylan Baker
Dylan Baker (født 7. oktober 1959 i Syracuse, New York), er en amerikansk skuespiller, der er kendt for sine birolle karakter i Independent-film såvel som store budgets-film, samt sit faste arbejde på teater og i TV.
Han er gift med skuespillerinden Becky Ann Baker siden 1990 og de har sammen datteren Willa.

## Filmografi
- Røvtur på 1. klasse (1987)
- Lang vej hjem (1990)
- En duft af kærlighed (1992)
- Radioland Murders (1994)
- Afsløring (1994)
- Happiness (1998)
- Simply Irresistible (1999)
- The Cell (2000)
- Thirteen Days (2000)
- The Tailor of Panama (2001)
- Edderkoppens spind (2001)
- Vejen til Perdition (2002)
- Spider-Man 2 (2004)
- Kinsey (2004)
- The Matador (2005)
- Hide and Seek (2005)
- Let's Go to Prison (2006)
- Spider-Man 3 (2007)
- 2 Days in New York (2012)
- Anchorman 2: Fortsat flimmer på skærmen (2013)
- Selma (2014)